# Los Tepames
Los Tepames är en ort i Mexiko.   Den ligger i kommunen Colima och delstaten Colima, i den södra delen av landet, 500 km väster om huvudstaden Mexico City. Los Tepames ligger 475 meter över havet och antalet invånare är 1 655.
Terrängen runt Los Tepames är varierad. Runt Los Tepames är det ganska tätbefolkat, med 192 invånare per kvadratkilometer. Los Tepames är det största samhället i trakten. I omgivningarna runt Los Tepames växer huvudsakligen savannskog.